# Меланип
Меланип в древногръцката митология е тиванец, син на Астап, един от храбрите защитници на Тива срещу Седемте, убиец на нападателя Тидей, който обаче умирайки му разсякъл черепа. Накрая бил умъртвен от Амфиарай.